# Harry Hoffman
Pour les articles homonymes, voir Hoffman.
Harry Hoffman, né le 16 mars 1871 à Cressona dans l'état de la Pennsylvanie et décédé le 6 mars 1964 à Old Lyme dans l'état du Connecticut aux États-Unis, est un peintre impressionniste américain. Membre de la colonie artistique d'Old Lyme, il est connu pour ces peintures de paysages de la région de la Nouvelle-Angleterre.

## Biographie
Harry Hoffman naît à Cressona dans l'état de la Pennsylvanie en 1871. Il étudie auprès du peintre John Ferguson Weir (en) à la Yale School of Art de 1893 à 1897. Il suit ensuite les cours de l'Art Students League of New York ou il a pour professeurs les peintres Frank DuMond, Henry Siddons Mowbray et George de Forest Brush. Durant sa formation, il se lie d'amitié avec les peintres William Chadwick, Arthur Heming (en) et Arthur Prince Spear (en). En 1902, il découvre en compagnie d'Heming la colonie artistique d'Old Lyme ou il bénéficie de cours durant l'été. Entre 1903 et 1905, il termine sa formation à Paris au sein de l'académie Julian auprès du peintre Jean-Paul Laurens. Durant son séjour en Europe, il visite durant les étés de 1904 et 1905 les villes de Rome, Venise, Sienne et Florence.
De retour aux États-Unis, il s'établit définitivement à Old Lyme en 1906, tout en possédant une résidence à New York ou il passe une partie de l'hiver. Il devient l'un des membres réguliers de la colonie artistique, ou il côtoie notamment les peintres Willard Metcalf, Lewis Cohen, Childe Hassam, William Henry Howe, Edward Francis Rook, Carleton Wiggins ainsi que son ancien professeur Frank DuMond. En 1910, il épouse l'artiste Beatrice Pope, originaire d'East Orange dans l'état du New Jersey. Le couple entreprend un long voyage de noces et de peinture en Europe, principalement en Espagne, avec des escales à Madère, Tanger et Gibraltar. En 1912, il séjourne à Jackson dans l'état du New Hampshire, ou il peint les Montagnes Blanches. En 1914 et 1915, il séjourne durant l'hiver à Saint Augustine dans l'état de la Floride et à Savannah dans l'état de la Géorgie. Il reçoit une médaille d'or à l'exposition universelle de Panama-Pacific à San Francisco en 1915. Il visite l'archipel des Bahamas et la ville de Nassau en 1916, ou il s'essaie notamment à la représentation des fonds marins et des coraux de la région. Il séjourne par la suite durant plusieurs hivers sur place. Grâce au succès de ces toiles des fonds marins des Bahamas, il est choisi pour accompagner l'explorateur et naturaliste William Beebe lors d'une expédition vers les îles Galápagos en 1923. Il visite en sa compagnie la Guyane britannique en 1924 et l'archipel des Bermudes en 1929.
Membre de la Lyme Art Association (en) et de la Florence Griswold Association, il aide, durant les années 1930, miss Florence Griswold (en) à conserver le bien de sa maison de pension, puis à la transformer après sa mort en ce qui est aujourd'hui le Florence Griswold Museum. Il est élu à l'académie américaine des beaux-arts en 1930. Au cours de sa carrière, il fut également membre de nombreux clubs new-yorkais, comme l'American Watercolor Society, le Lotos Club (en), le Salmagundi Club, le MacDowell Clubs (en), l'Architectural League (en), le The Players (en) ou le National Arts Club (en). Il cesse de peindre en 1957 après la mort de sa femme et décède à Old Lyme en 1964 à l'âge de 92 ans. Il est enterré au cimetière Duck River (en) de la ville.
Ces œuvres sont notamment visibles ou conservées au Florence Griswold Museum d'Old Lyme, à l'Art Institute of Chicago, au Lyman Allyn Art Museum (en) de New London, à l'Oshkosh Public Museum (en) d'Oshkosh et au musée national d'histoire américaine de Washington.